# Letogenes
Letogenes is een geslacht van vlinders van de familie sikkelmotten (Oecophoridae), uit de onderfamilie Oecophorinae.

## Soorten
- L. auguralis Meyrick, 1921
- L. festalis Meyrick, 1930